# Sphyranthera
Sphyranthera é um género botânico pertencente à família Euphorbiaceae.

## Espécies
- Sphyranthera airyshawii
- Sphyranthera capitellata
- Sphyranthera lutescens

## Nome e referências
Sphyranthera Hook. f.